# Kostel Zvěstování Páně (Vážany)
Kostel Zvěstování Páně (někdy též kostel Zvěstování Panny Marie) ve Vážanech je římskokatolický kostel zasvěcený Zvěstování Páně/Panny Marie. Je filiálním kostelem farnosti Knínice u Boskovic. Je chráněn jako kulturní památka.

## Historie
Barokní chrám pochází pravděpodobně z roku 1685. Mezi lety 1956–1963 proběhla na kostele oprava fasády a střechy. Roku 1994 byla v kostele vybudována elektroinstalace.

## Vybavení
V kněžišti se nachází hlavní oltář, zdobený oltářním obrazem Zvěstování Panny Marie a soškami světců a andílků. V kostele jsou dále tři boční oltáře, zdobené taktéž soškami. V sakristii je zavěšen obraz Poslední večeře Páně. V zadní části chrámu se nachází kůr s původními varhanami. V kostelní věžičce je zavěšen jediný zvon, kdy původně zde bývaly dva.

## Exteriér
Kostel je obehnán zídkou. Před chrámem se nachází kamenný kříž a pomník obětem první světové války, pocházející z roku 1925. Kolem kostela prochází silnice II/374.

## Galerie

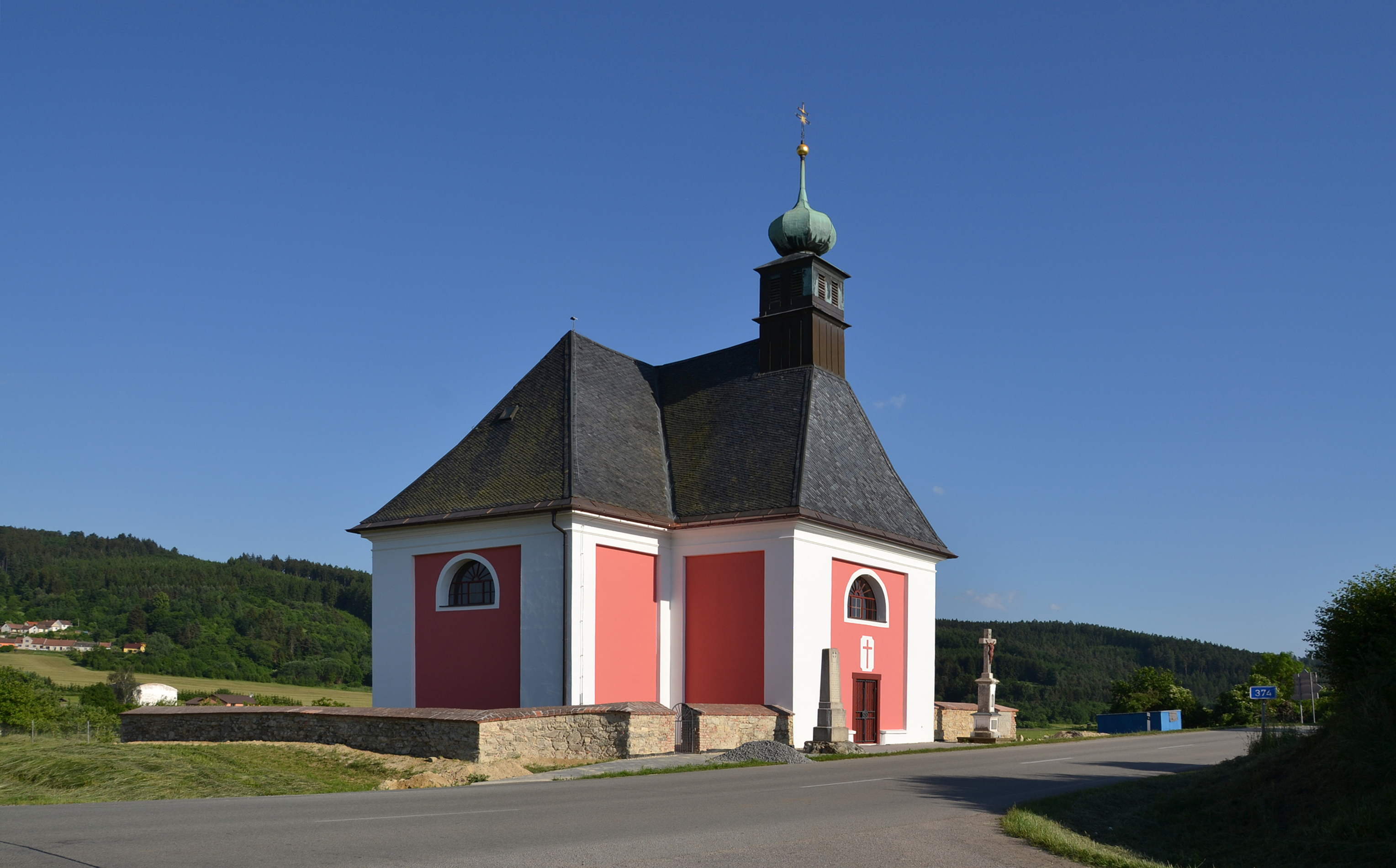
Pohled na kostel
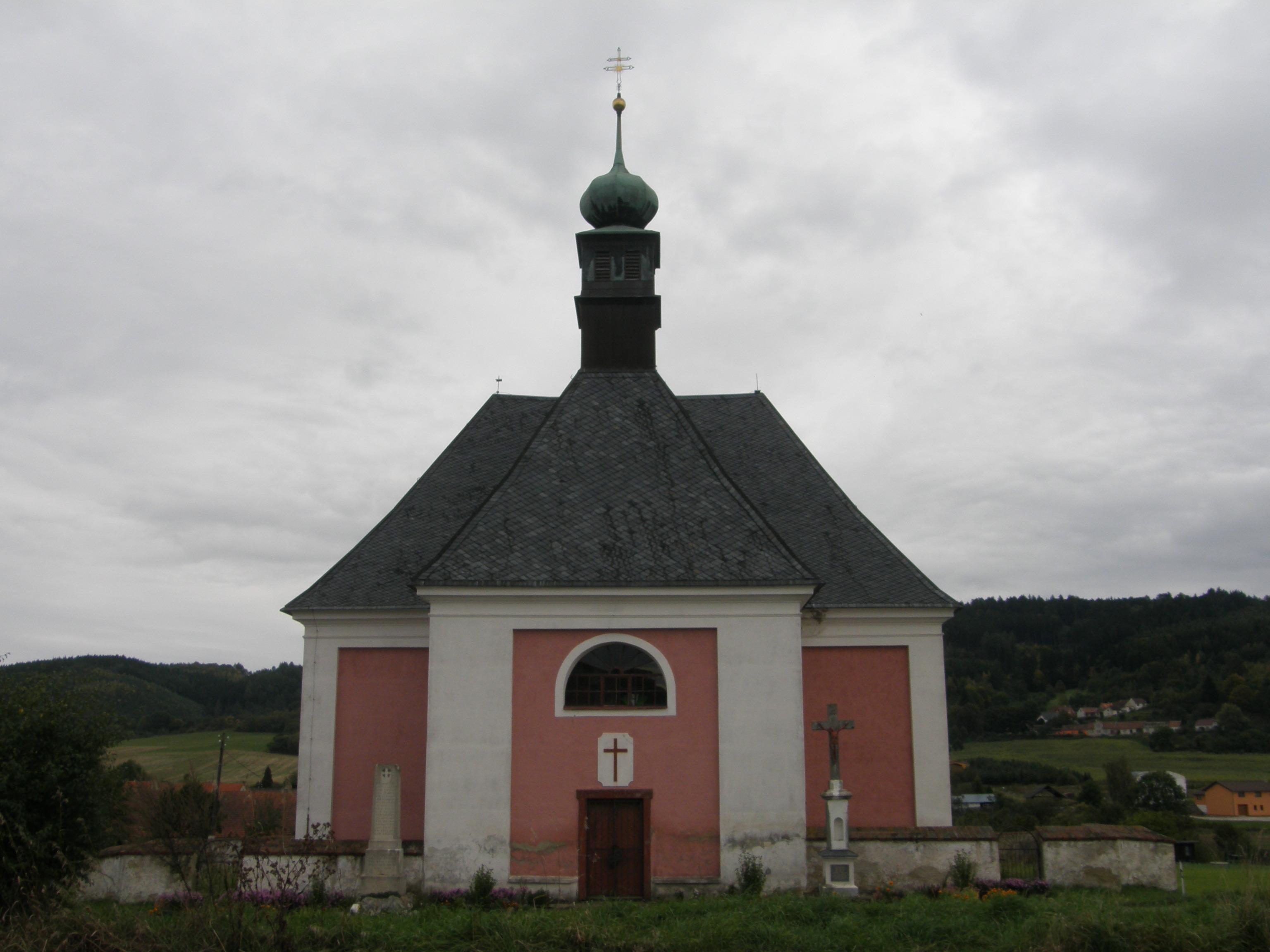
Pohled na kostel
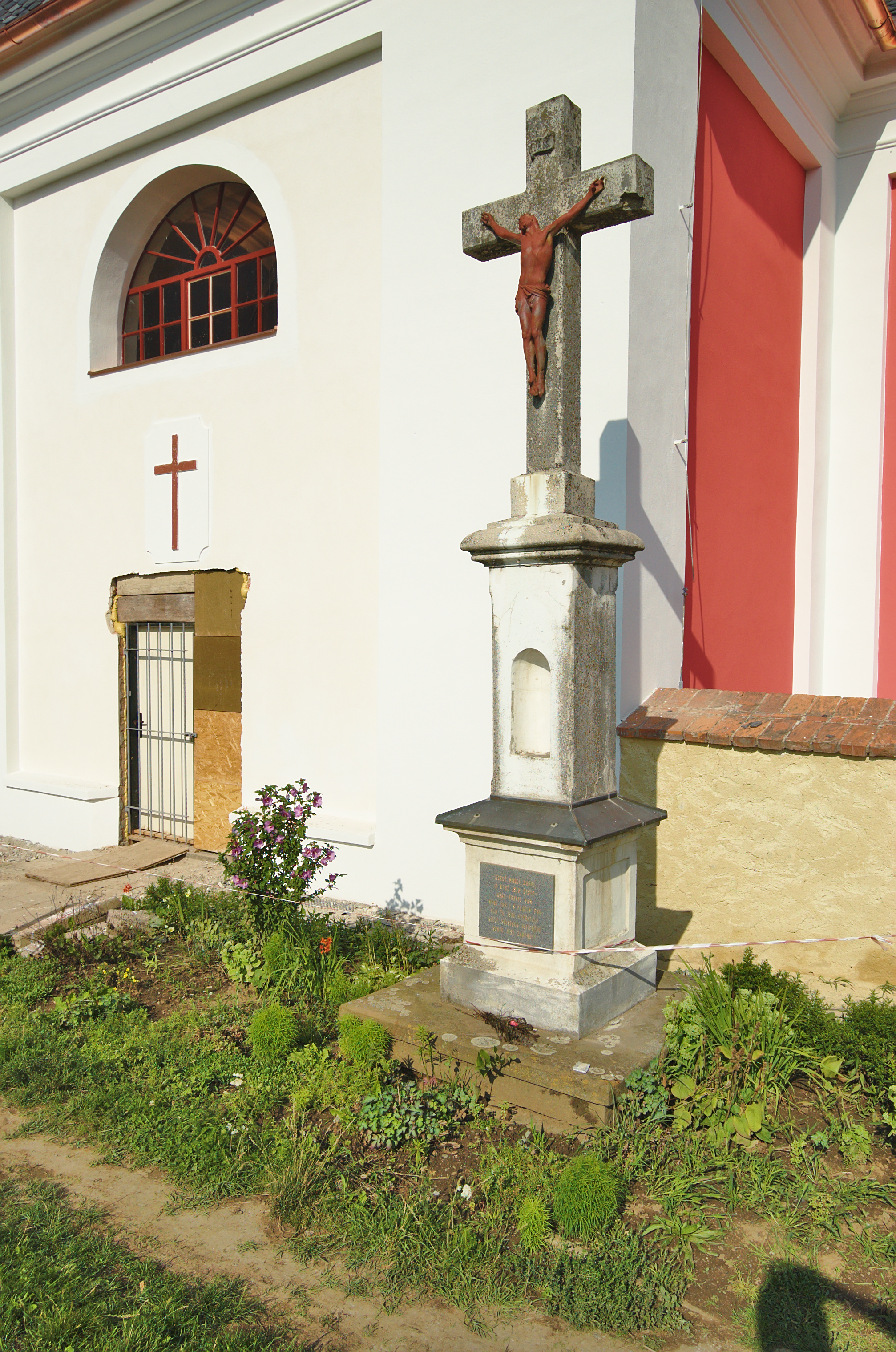
Kříž před kostelem
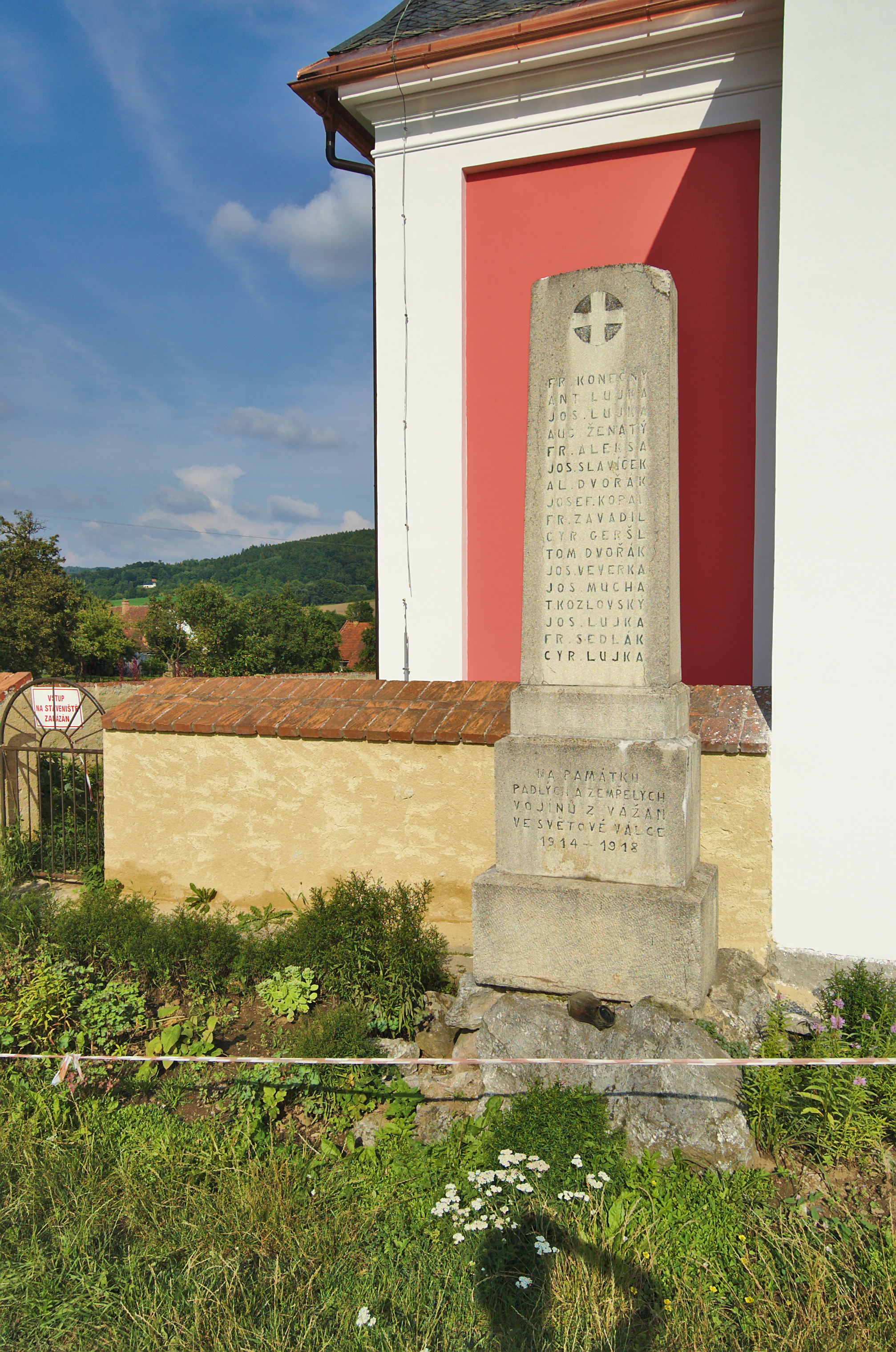
Pomník obětem první světové války z roku 1925